# Kristinn Óskar Haraldsson
Kristinn Óskar Boris Haraldsson (ur. 16 marca 1980, w Reykjavíku) – islandzki trójboista siłowy i strongman.
Obecnie jeden z najlepszych islandzkich siłaczy. Mistrz Islandii Strongman w roku 2005.

## Życiorys
Kristinn Óskar Haraldsson zdobył tytuł Mistrza Świata w Martwym Ciągu.
Wziął udział w indywidualnych Mistrzostwach Świata Strongman 2005, Mistrzostwach Świata Strongman 2006 i Mistrzostwach Świata Strongman 2007, jednak nigdy nie zakwalifikował się do finałów.
Wziął udział w Mistrzostwach Europy Strongman 2007, jednak również nie zakwalifikował się do finału.
Mieszka w Reykjaviku.
Wymiary:
- wzrost 182 cm
- waga 136 – 140 kg
- biceps 51 cm
- klatka piersiowa 137 cm
- talia 106 cm

## Osiągnięcia strongman
- 2001
  - 3. miejsce – Mistrzostwa Islandii Strongman
- 2004
  - 6. miejsce – Mistrzostwa Islandii Strongman
- 2005
  - 1. miejsce – Mistrzostwa Islandii Strongman
  - 8. miejsce – Super Seria 2005: Varberg
- 2006
  - 4. miejsce – Super Seria 2006: Moskwa
- 2007
  - 8. miejsce – Puchar Świata Siłaczy 2007: Moskwa
  - 9. miejsce – Super Seria 2007: Viking Power Challenge
  - 9. miejsce – Puchar Świata Siłaczy 2007: Dartford
- 2009
  - 10. miejsce – Giganci Na Żywo 2009: Mohegun Sun
  - 2. miejsce – Mistrzostwa Islandii Strongman